# Bierutów
Bierutów è un comune urbano-rurale polacco del distretto di Oleśnica, nel voivodato della Bassa Slesia.
Ricopre una superficie di 147,07 km² e nel 2006 contava 10 203 abitanti.

## Geografia antropica

### Frazioni
Il territorio comunale comprende le seguenti frazioni rurali o sołectwo: Gorzesław, Jemielna, Karwiniec, Kijowice, Kruszowice, Paczków, Posadowice, Radzieszyn, Sątok, Solniki Małe, Solniki Wielkie, Stronia, Strzałkowa, Wabienice, Zawidowice e Zbytowa.